# كاليدونيان رود (محطة مترو أنفاق لندن)
كاليدونيان رود (بالإنجليزية: Caledonian Road)‏ هي إحدى محطات مترو أنفاق لندن. تقع على خط بيكاديلي أفتتحت في المنطقة (Zone) رقم 2 أفتتحت في 15 ديسمبر 1906.